# And When the Sky Was Opened
And When the Sky Was Opened este episodul 11 al serialului american Zona crepusculară. A fost difuzat inițial pe 11 decembrie 1959. Episodul reprezintă o adaptare a nuvelei lui Richard Matheson din 1953 intitulată „Disappearing Act”.

## Prezentare

### Introducere
| “ | Numele avionului: X-20. Tipul: un interceptor experimental. Istoric recent: o aterizare de urgență în deșertul Mojave după un zbor de 31 de ore la 9.000 de mile în spațiu. Informații accidentale: nava spațială și piloții săi au dispărut de pe radar timp de 24 de ore. | ” |

Narațiunea continuă după introducerea lui Forbes.
| “ | Dar giulgiul care învăluie misterele nu este întotdeauna fabricat din pânză gudronată, după cum acest om va descoperi curând pe cealaltă parte a unei uși de spital. | ” |

### Intriga
Colonelul Clegg Forbes sosește la un spital militar pentru a-l vizita pe copilotul său, maiorul William Gart. Cei doi au pilotat recent un avion spațial⁠(d) experimental denumit X-20 DynaSoar. În timpul călătoriei lor, aeronava a dispărut de pe radar 24 de ore, iar când a apărut, s-a prăbușit în deșert; ca urmare a accidentului, Gart și-a fracturat un picior. Forbes este neliniștit și îl interoghează pe Gart cu privire la numărul participanților la misiune. Gart susține că doar cei doi au fost în avion, însă Forbes insistă că un al treilea pilot - colonelul Ed Harrington, prieten cu acesta de 15 ani - i-a însoțit.
Într-un flashback, Harrington și Forbes sunt externați din spital după ce și-au promovat examenele fizice și vizitează un bar din centrul orașului. În timp ce se află acolo, Harrington este cuprins brusc de sentimentul că nu mai „aparține” lumii. Tulburat, își contactează părinții, care îi spun că nu au niciun fiu pe nume Ed și consideră apelul telefonic ca fiind o farsă. Harrington dispare apoi în mod misterios din cabina telefonică și nimeni, în afară de Forbes, nu-și amintește de existența lui. Din ce în ce mai disperat, Forbes caută fără rezultat orice informație despre prietenul său.
Înapoi în prezent, Forbes îi povestește lui Gart întâmplarea și este uimit de afirmația prietenului său, care susține că nu cunoaște nicio persoană pe nume Harrington. Forbes privește în oglindă și descoperă că nu are reflexie, fapt care îl înspăimântă și părăsește camera în grabă. Gart încarcă să-l urmărească, dar realizează că acesta a dispărut. Acesta o strigă pe asistenta de serviciu și este răvășit când aceasta îi spune că niciun bărbat pe nume Forbes nu a fost internat în spital și că el este singurul care se află în salon. Îngrozit, Gart dispare la rândul său.
Un ofițer intră în clădire și o întreabă pe asistentă dacă există camere disponibile pentru a interna noi pacienți. Aceasta îl duce în camera care i-a găzduit pe cei trei astronauți, acum complet goală, și îi spune că nu este ocupată. În scena finală este prezentat hangarul care adăpostea avionul spațial X-20, cu husa care acoperea aeronava întinsă pe pământ. Avionul a dispărut.

### Concluzie
| “ | A fost odată, ca niciodată un bărbat pe nume Harrington, un bărbat pe nume Forbes, un bărbat pe nume Gart. Aceștia existau la un moment dat, dar acum nu mai sunt. Cineva - sau ceva - i-a transportat undeva. Nu mai sunt parte a memoriei umanității. Iar cu privire la avionul X-20, care ar fi trebuit să fie adăpostit în acest hangar, acesta, de asemenea, nu există. Și dacă vreunul dintre voi au întrebări cu privire la aeronavă și la cei trei bărbați care au pilotat-o, vorbiți în șoaptă despre aceștia - și numai în - Zona crepusculară. | ” |

## Detalii
Acest episod este vag bazat pe scurta povestire „Disappearing Act” de Richard Matheson. Povestea a fost publicată pentru prima dată în The Magazine of Fantasy and Science Fiction (martie 1953).
Rod Taylor și regizorul Douglas Heyes⁠(d) au lucrat ulterior la serialul western Bearcats!⁠(d).
Spre sfârșitul episodului, personajul lui Rod Taylor, Clegg Forbes, intră în panică când privește în oglindă și realizează că și-a pierdut reflexia. Din cauza unei erori de producție, cotul drept sunt vizibile în oglindă pe toată durată filmării, iar trei degete de la mâna sa dreaptă pot fi observate în oglindă când acesta își ridică mâinile.